# 奈氏異吻象鼻魚
奈氏異吻象鼻魚，為輻鰭魚綱骨舌魚目象鼻魚科的其中一種。分布於非洲馬拉威湖流域，為特有種，棲息於水底，具有發電器官，用來偵測獵物，體長可達30公分，可做為觀賞魚。

## 外部連結
- 奈氏異吻象鼻魚的圖片（页面存档备份，存于）